# Marisa Interligi
Marisa Interligi, all'anagrafe Marisa Interliggi (Vittoria, 6 maggio 1963), è una cantante e attrice teatrale italiana, che dal febbraio 1996 utilizza il nome d'arte Marisà.

## Biografia

### Infanzia
Nasce a Vittoria il 6 maggio 1963, secondogenita di cinque figlie: la maggiore, Mariangela, nata nel 1959, le più giovani Silvana (1965), Patrizia (1968) e Marcella (1973). Il padre, Salvatore (1933), scomparso nell'agosto 2008, la introdusse alla musica; mentre la madre Giuseppa Cassibba (1940) è casalinga.
Trascorre l'infanzia a Vittoria, sviluppando una propensione assoluta nei confronti della musica e del canto.

### Esordi

Marisa Interligi vince un concorso canoro siciliano presentato da Pippo Baudo

A dodici anni, dopo parecchie serate in cui si esibisce in piazza, entra a far parte del gruppo canoro siciliano "Terzo Potere", che realizza serate musicali in tutta la Sicilia e la Calabria, e che incide un 45 giri (contenente il brano inedito "Mr. Frankenstein" e la reinterpretazione del brano dei Beatles "Back in the USSR"), pubblicato dall'etichetta SEA Musica di Catania, di proprietà di Tony Ranno, componente del gruppo musicale dei Beans.
Partecipa a diversi concorsi canori in Sicilia e dintorni, nei quali risulta spesso vincitrice. In uno di essi viene premiata da Pippo Baudo.

Marisa Interligi si esibisce al Festival di Castrocaro nel 1978

Nel 1978 partecipa con la canzone "Per un minuto e poi" al concorso canoro "Voci Nuove" del Festival di Castrocaro del patron Gianni Ravera, dedicato alla scoperta di nuovi cantanti, dove nella serata della finalissima del 10 novembre, conquista il 4º posto assoluto su oltre 3 000 partecipanti.

### Contratto RCA

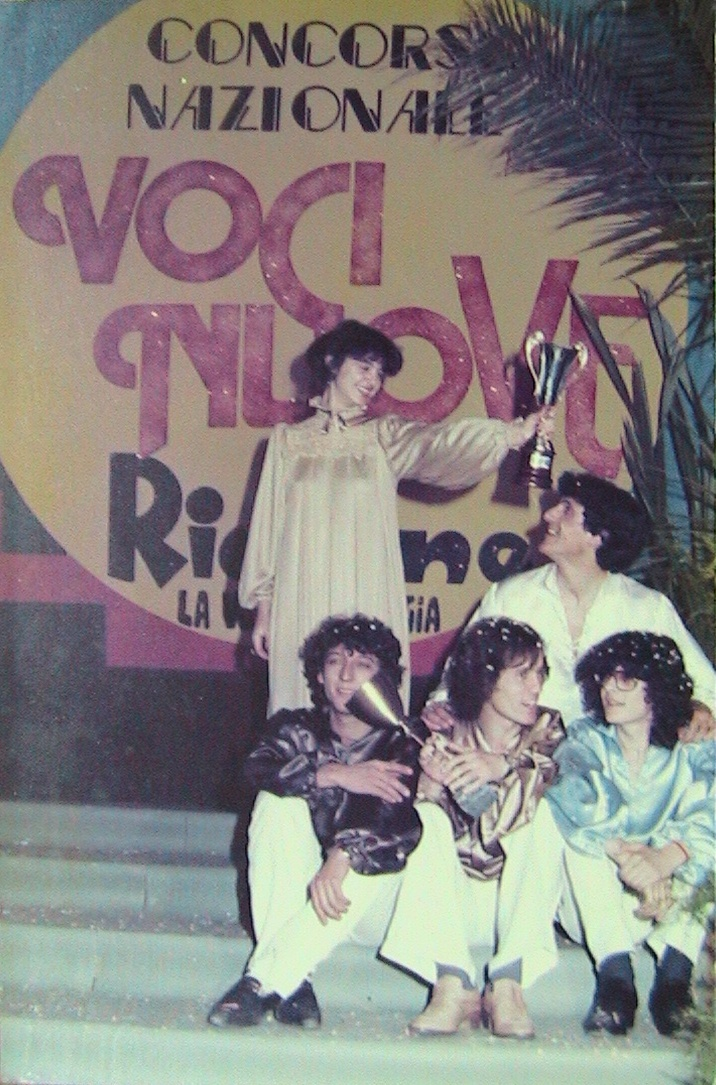
Marisa Interligi con il trofeo del concorso nazionale "Voci nuove" di Riccione del 1979

Nel 1979 partecipa con la canzone "Cavallo bianco" al concorso nazionale 'Voci nuove' di Riccione, nel quale viene notata e contattata da Flavio Carraresi, produttore di cantanti (quali Gino Paoli, Bobby Solo, Sergio Endrigo, Michele, Dionne Warwick per l'Italia, etc.) e collaboratore della casa discografica RCA di Roma, che le propone un contratto discografico.

Una giovane Marisa Interligi con Mia Martini e Ivano Fossati davanti ad un ingresso della casa discografica RCA

Nel 1979 Marisa Interligi stipula un contratto di collaborazione, della durata di cinque anni, con la casa discografica RCA.
A seguito di ciò, partecipa per diversi mesi agli spettacoli pubblici che le case discografiche RCA e Numero Uno realizzano, nelle piazze delle città di tutta Italia, con i loro artisti (Ron, Renato Zero, la show-girl Maria Teresa Ruta, Mia Martini, Ivano Fossati, Anna Oxa, Spandau Ballet, Riccardo Cocciante, Gianni Morandi, Paolo Mengoli, Lucio Dalla, Procol Harum, Alberto Fortis, Luca Carboni, Scialpi, Claudio Baglioni, Francesco De Gregori, Fiorella Mannoia, Antonello Venditti, Nino Buonocore, Rino Gaetano, Mike Francis, Amii Stewart, etc.).

### Sigle televisive
Viene selezionata per l'interpretazione delle sigle di apertura e di chiusura della versione italiana di Rete 4 della telenovela brasiliana Dancin' Days,  prodotta dalla Tv brasiliana Rede Globo (la colonna sonora originale era cantata dal gruppo As Frenéticas). Vengono così realizzate le canzoni Occhio di serpente e Tenerezza e Semplicità, immesse quindi nel mercato discografico italiano. Tali brani riscuotono un successo superiore alle aspettative, con la vendita, esclusivamente in Italia, di quasi 130 000 copie circa (tra LP e 45 giri), nonostante il periodo di grossa crisi del mercato discografico del 1983.
Marisa viene poi prescelta anche per la sigla della versione italiana di un'altra telenovela brasiliana trasmessa da Rete 4, Agua Viva, in collaborazione con Arnoldo Mondadori Editore (sempre con la RCA). Tale sigla viene incisa in italiano e in lingua castigliana per esotizzare il prodotto, la cui sigla originale era stata cantata da Baby Consuelo.

### Concorsi
Nel 1983 Marisa vince il 1º premio del concorso “Onda TV 1983”, quale migliore sigla televisiva italiana, con la canzone Occhio di serpente, superando la concorrenza di altre serie tv quali Dallas, Dynasty, Sentieri. (sempre con la RCA). Tale premio le viene consegnato da Mike Bongiorno.
Nel 1984 partecipa con il brano “a luna (RCA) alla manifestazione Un disco per l'estate di Saint Vincent, nella sezione riservata ai giovani: anche se il brano non arriva in finale, viene invitata a trasmissioni televisive (quali Discoring, Domenica in, etc.), a trasmissioni radiofoniche (a diffusione nazionale), a promozione sui giornali del gruppo Mondadori, e ad altra promozione.
Partecipa alla manifestazione Bandiera Gialla sempre per conto della RCA.

### Orchestre
Nel 1985 viene ingaggiata come prima corista solista nell'orchestra ufficiale di Marina Occhiena, e partecipa ad un tour estivo nel Sud Italia.
Anni 1988-1990: viene ingaggiata come prima cantante nell'orchestra ufficiale di Vincenzo Spampinato (cantautore italiano, autore di brani per Riccardo Fogli e della sigla televisiva di TV Sorrisi e Canzoni), e partecipa per tre anni consecutivi ai concerti estivi in tutta Italia (soprattutto nelle isole), per un totale di oltre 120 esibizioni.

### Turnista
Negli anni 1984-1995 Marisa approfondisce una grossa esperienza lavorando a titolo personale per spettacoli musicali e attività in sale di registrazione, in qualità di vocalista.
Negli anni 1995-1996 viene ingaggiata come corista (in qualità di voce soprano) nella band ufficiale di Edoardo Vianello, con il quale partecipa a numerosi concerti pubblici nel centro e sud Italia.

### Vocal coach
Dai primi anni novanta viene ingaggiata per tre anni di seguito per le selezioni a casting di rilievo (tra cui quello dello Zecchino d'Oro) in qualità di “vocal coach” (responsabile dell'organizzazione e della preparazione canora di bambini dai 3 ai 12 anni) in varie città della Sicilia e del resto del Sud Italia.

### Solista
Dal 2001 lavora come cantante solista in locali e teatri di rilievo in tutta Italia.
Il suo repertorio spazia dal rhythm & blues alla musica melodica (italiana e soprattutto estera); dalla musica anni sessanta italiana alla dance internazionale e, per finire, dal jazz melodico al blues.

### Teatro
Il 1999 segna il suo positivo esordio nel campo teatrale, in qualità di attrice e cantante, con lo spettacolo “Viaggio di cozze”, realizzato dalla compagnia “Il Galeone”. Tale spettacolo viene presentato al Teatro Testaccio (sala A) di Roma per varie settimane, riscuotendo un notevole consenso di pubblico.
Partecipa, in qualità di attrice protagonista e cantante, allo spettacolo teatrale “Apriti cielo”, realizzato anch'esso dalla compagnia “Il Galeone”. Tale spettacolo viene presentato in diversi teatri italiani (Teatro Testaccio e Teatro delle muse di Roma, “Comuna Baires - Agorà Club” di Milano) per oltre 4 settimane complessive.
Vince il 1º premio come “Migliore attrice protagonista” della 3ª edizione di una rassegna organizzata dall'UILT (Unione Italiana Libero Teatro Lazio), per lo spettacolo “Apriti cielo”.
Nel 1999 partecipa, in qualità di attrice e cantante, allo spettacolo teatrale “Scimmie”, realizzato dalla compagnia “Il Galeone”. Tale spettacolo viene presentato in diversi teatri italiani (Sala Fabrizi, Tor di Nona e Teatro delle muse di Roma, Teatro Ariberto di Milano) per oltre 70 repliche complessive.
Nel 2000, con Biagio Casalini partecipa in qualità di attrice protagonista e cantante, allo spettacolo teatrale “Napoli – parole e musica”, realizzato anch'esso dalla compagnia “Il Galeone”. Tale spettacolo viene presentato al teatro Sala Petrolini di Roma per diverse settimane di repliche.

### Partecipazioni
Nel novembre 2005 interpreta, in qualità di cantante solista, l'inno ufficiale della manifestazione sportiva "No fair, no play" avvenuta il 14 novembre 2005 allo Stadio Euganeo di Padova. Tale manifestazione, presentata da Maria Teresa Ruta, ha visto lo svolgersi di una partita di calcio “col cuore” tra la Selezione Allenatori di Calcio e la Nazionale Calcio Tv.
Interpreta in qualità di cantante solista del gruppo musicale "Noctis Imago", l'inno ufficiale del 2º evento della manifestazione sportiva "No fair, no play", il 17 dicembre 2007 allo Stadio Angelo Massimino di Catania. Tale manifestazione, presentata da Maria Teresa Ruta, ha visto lo svolgersi di una partita di calcio “col cuore” tra la No Fair No Play Team e la Nazionale Calcio Tv.
Interpreta, in qualità di cantante solista del gruppo musicale "Noctis Imago", l'inno ufficiale del 3º evento della manifestazione sportiva "No fair, no play", avvenuta il 7 giugno 2008 al campo sportivo “G. Olmo” di Celle Ligure. Tale manifestazione ha visto lo svolgersi di una partita di calcio “col cuore” tra la No Fair No Play Team e la All Star Varazze.
Nei mesi di settembre ed ottobre 2008 partecipa, in qualità di comparsa, alla realizzazione del film Butterfly Zone - Il senso della farfalla di Luciano Capponi. Nei mesi successivi, sino all'aprile 2009, collabora con il regista alla realizzazione della colonna sonora del film, di cui interpreta buona parte dei brani cantati.

## Discografia

### Album
- 1982  -33 giri- Dancin' Days  (Rete 4/RCA Italiana)
- 1983  -33 giri- Agua Viva  (Rete 4/RCA Italiana)

### Singoli
- 1980  -45 giri- Mr. Frankenstein/Back in the USSR  (SEA Musica S.n.c. - duetto col gruppo Terzo Potere)
- 1982  -45 giri- Occhio di serpente (sigla della serie Tv Dancin' Days)/Tenerezza e semplicità (ARC ZBAC 7265)
- 1983  -45 giri- Agua Viva/Agua viva (sax solista) (ARC ZBCA 7333 - il lato B è eseguito da Claudio Pascoli)
- 1984  -45 giri- La luna/Notte di magia (RCA Italiana PB 6759)